# Ньїв-Ніккері
Ньїв-Ніккері (нід. Nieuw-Nickerie, МФА : [ˈniu̯ niˈkeːri]) — місто в Суринамі, адміністративний центр округу Ніккері. Має населення 13 000 чоловік і займає третю позицію в списку найбільших міст країни (після Парамарибо і Лелідорпа).

## Географія
Розташоване в гирлі річки Ніккері на узбережжі Атлантичного океану, навпроти гирла річки Корантейн і гаянського міста Корривертон, з яким з'єднане поромним сполученням.

### Клімат
Місто знаходиться у зоні, котра характеризується вологим тропічним кліматом. Найтепліший місяць — вересень із середньою температурою 27.8 °C (82 °F). Найхолодніший місяць — січень, із середньою температурою 26.7 °С (80 °F).
| Клімат Ньїв-Ніккері     | Клімат Ньїв-Ніккері | Клімат Ньїв-Ніккері | Клімат Ньїв-Ніккері | Клімат Ньїв-Ніккері | Клімат Ньїв-Ніккері | Клімат Ньїв-Ніккері | Клімат Ньїв-Ніккері | Клімат Ньїв-Ніккері | Клімат Ньїв-Ніккері | Клімат Ньїв-Ніккері | Клімат Ньїв-Ніккері | Клімат Ньїв-Ніккері | Клімат Ньїв-Ніккері |
| Показник                | Січ.                | Лют.                | Бер.                | Квіт.               | Трав.               | Черв.               | Лип.                | Серп.               | Вер.                | Жовт.               | Лист.               | Груд.               | Рік                 |
| Абсолютний максимум, °C | 32                  | 32                  | 32                  | 31                  | 32                  | 33                  | 33                  | 32                  | 33                  | 33                  | 32                  | 32                  | 33                  |
| Середній максимум, °C   | 27                  | 27                  | 28                  | 28                  | 28                  | 28                  | 28                  | 29                  | 30                  | 30                  | 29                  | 28                  | 28                  |
| Середня температура, °C | 26                  | 26                  | 26                  | 27                  | 27                  | 26                  | 26                  | 27                  | 27                  | 27                  | 27                  | 26                  | 27                  |
| Середній мінімум, °C    | 25                  | 25                  | 25                  | 25                  | 25                  | 25                  | 24                  | 25                  | 25                  | 25                  | 25                  | 25                  | 25                  |
| Абсолютний мінімум, °C  | 20                  | 21                  | 20                  | 18                  | 21                  | 22                  | 20                  | 20                  | 21                  | 21                  | 21                  | 20                  | 18                  |
| Норма опадів, мм        | 180                 | 100                 | 100                 | 170                 | 240                 | 290                 | 240                 | 160                 | 70                  | 50                  | 80                  | 160                 | 1890                |
| ----------------------- | ------------------- | ------------------- | ------------------- | ------------------- | ------------------- | ------------------- | ------------------- | ------------------- | ------------------- | ------------------- | ------------------- | ------------------- | ------------------- |
| Джерело: Weatherbase    |                     |                     |                     |                     |                     |                     |                     |                     |                     |                     |                     |                     |                     |

## Економіка
Основні вирощувані культури - банани і рис. Місто має ринок і кілька готелів, у тому числі Hotel Ameerali, Hotel de President, Hotel Tropical, Hotel de Vesting і Residence Inn.